# Noord-Thürings voetbalkampioenschap 1929/30
In 1929/30 werd het vijftiende voetbalkampioenschap van Noord-Thüringen gespeeld, dat georganiseerd werd door de Midden-Duitse voetbalbond. SpVgg Erfurt werd kampioen en plaatste zich voor de Midden-Duitse eindronde. De club versloeg Wacker Nordhausen en SpVgg Borussia 02 Halle en verloor dan van Dresdner SC.

## Gauliga
| Plaats | Club                     | Wed. | W  | G | V  | Saldo | Ptn.  |
| ------ | ------------------------ | ---- | -- | - | -- | ----- | ----- |
| 1.     | SpVgg 02 Erfurt          | 18   | 13 | 3 | 2  | 72:25 | 29:7  |
| 2.     | VfB 1904 Erfurt          | 18   | 12 | 2 | 4  | 48:36 | 26:10 |
| 3.     | Erfurter SC 1895         | 18   | 11 | 3 | 4  | 41:17 | 25:11 |
| 4.     | SC 1911 Stadtilm         | 18   | 11 | 3 | 4  | 63:27 | 25:11 |
| 5.     | FV 1907 Germania Ilmenau | 18   | 8  | 3 | 7  | 51:45 | 19:17 |
| 6.     | Sportring BV 1897 Erfurt | 18   | 7  | 2 | 9  | 25:44 | 16:20 |
| 7.     | TSV Schwarz-Weiß Erfurt  | 18   | 6  | 0 | 12 | 36:46 | 12:24 |
| 8.     | SV 1909 Arnstadt         | 18   | 4  | 3 | 11 | 33:50 | 11:25 |
| 9.     | TSG Gispersleben         | 18   | 4  | 2 | 12 | 28:63 | 10:26 |
| 10.    | BC 07 Arnstadt           | 18   | 2  | 3 | 13 | 30:74 | 7:29  |

|  | Kampioen, geplaatst voor Midden-Duitse eindronde |
|  | Degradatie                                       |